# Jan Skrzek
Jan „Kyks” Skrzek (ur. 21 listopada 1953 w Siemianowicach Śląskich, zm. 29 stycznia 2015 w Katowicach) – polski muzyk i kompozytor bluesowy, grał na harmonijce ustnej i fortepianie, młodszy brat Józefa Skrzeka. Jan Skrzek identyfikował się z kulturą Górnego Śląska i ją współtworzył, poruszał w swojej twórczości problemy dnia codziennego mieszkańców tego regionu. Brał udział w licznych koncertach i festiwalach, nagraniach, programach telewizyjnych i filmach. Wydano szereg jego płyt. Muzyk przez lata mieszkał w Katowicach.

## Życiorys
Działalność artystyczną rozpoczął w jazz-rockowym zespole Rak, w którym występował w latach 1973–1976. Na zaproszenie swojego starszego brata, Józefa Skrzeka, wziął udział w sesji nagraniowej albumu grupy SBB, zatytułowanego „Memento z banalnym tryptykiem” oraz jego solowych wydawnictw, jak Józefina czy ścieżka dźwiękowa do filmu Wojna światów – następne stulecie. Efektem współpracy braci był również występ w ramach festiwalu Folk-Blues Meeting ’80 w Poznaniu. 28 lutego 1982 roku, kilkunastominutową introdukcją na harmonijce, otworzył IV Dyskotekę-Gigant w katowickiej hali koncertowej Spodek. Uczestniczył również w finałowych koncertach Rawa Blues Festival, podczas których występował w programach solowych, sporadycznie w skompletowanych składach, m.in. w duecie z Jerzym Styczyńskim, a także w towarzystwie saksofonisty sopranowego i wokalistek czy grupy Bezdomne Psy. Ponadto muzyk gościł na festiwalu Olsztyńskie Noce Bluesowe, koncertach „Blues Top 85” w Sopocie, Top Blues Feeling ’85 w Łodzi, Camping Muzyczny w Brodnicy, Zaczarowany Świat Harmonijki w Poznaniu oraz Blues nad Piławą w Głowaczewie (najpierw z grupą Bezdomne Psy, natomiast w latach 1991–1992 jako solista). W 1985 roku miała miejsce premiera debiutanckiego wydawnictwa artysty – albumu koncertowego Górnik Blues, zawierającego zapis koncertu, zarejestrowany w klubie Leśniczówka w Chorzowie. W 1986, wcześniej zrealizowane przez Kyksa nagrania, ukazały się na jednej stronie kasety Blues po polsku vol. 1, a rok później na składance Greatest Hits. W 1988 roku, wraz z 6-osobowym chórkiem, muzyk zrealizował drugi album, pt. Nikt nie zawróci kijem Wisły. W późniejszym czasie ukazały się płyty „Kyksówka Blues” (1989) oraz „Nowy Świat Blues” (1992), utrzymane w ostrzejszej, blues-rockowej konwencji, z akompaniamentem zespołu Bezdomne Psy. Następnie muzyk skoncentrował swoją działalność głównie na występach klubowych, okazjonalnie w ramach festiwali, m.in. Bluesa na Dołku '94 w Ciechanowie. Ponadto wziął udział w musicalu „Pozłacany warkocz” oraz wystąpił w filmach Janusza Kidawy i Kazimierza Kutza. W 1997 roku ukazała się płyta Modlitwa bluesmana w pociągu, poświęcona pamięci Ryszarda Riedla, zrealizowana z zespołem Bezdomne Psy oraz Rafałem Rękosiewiczem i Bronisławem Dużym, zyskała miano „Bluesowego Albumu Roku 1997”. W 2003 po śmierci basisty Jerzego „Kawy” Kawalca zakończyła działalność grupa „Bezdomne Psy”. W tym samym roku zawiązał się zespół Śląska Grupa Bluesowa. W 2005 roku wydany został album Bo takie są dziewczyny, nagrany z Śląską Grupą Bluesową. Grupa wydała swoje koncertowe DVD „Blues Night” oraz nagrała jeszcze dwie płyty: w 2009 roku „Pełnia Słońca” oraz w 2014 roku ostatni album Jana Skrzeka „Kolory Bluesa”. W 2011 roku Skrzek wystąpił gościnnie na płycie katowickiego rapera Miuosha Piąta strona świata. Muzyk zaśpiewał w utworze tytułowym. Z zespołem Śląska Grupa Bluesowa koncertował do śmierci. Ostatnie koncerty odbyły się od 6 do 10 stycznia 2015 w Toruniu, Gdyni, Elblągu i Częstochowie. 

## Śmierć
Został znaleziony nieprzytomny w swoim mieszkaniu przez przyjaciół z zespołu, a następnie przewieziony do szpitala w Katowicach-Ligocie. Przyczyną stanu muzyka był udar mózgu. Zmarł 29 stycznia 2015 roku w Katowicach. Uroczystości pogrzebowe odbyły się 2 lutego o godz. 11.00 w kościele pw. św. Michała Archanioła w Siemianowicach Michałkowicach. W uroczystościach, poza rodziną, uczestniczyli koledzy z branży, śląscy artyści oraz władze Siemianowic Śląskich. Jan „Kyks” Skrzek został pochowany na cmentarzu przy parafii św. Michała Archanioła. Pośmiertnie, 20 kwietnia 2016, został uhonorowany przez Związek Górnośląski Nagrodą im. Wojciecha Korfantego.

## Dyskografia
- 1981 SBB, Memento z banalnym tryptykiem (LP Polskie Nagrania „Muza” SX 1966); wznowienie w 1998 (CD Polskie Nagrania „Muza” PNCD 407) i 2005 (CD Metal Mind Productions MMP CD 0329/MMP CD 0329 DG)[8];
- 1981 Józef Skrzek, Józefina (LP Wifon LP 037); wznowienie w 2002 (CD Universal Music Polska 064 338-2) i 2009 (CD Metal Mind Productions MMP CD 0537 DG)[9];
- 1982 Józef Skrzek, Wojna światów – następne stulecie (LP Polskie Nagrania „Muza” SX 2342), (Cass Polskie Nagrania „Muza” CK-398); wznowienie w 2005 (CD Polskie Nagrania „Muza” PNCD 998/SX 2342) i 2009 (CD Metal Mind Productions MMP CD 0538 DG)[10][11];
- 1983 Elżbieta Mielczarek, Blues koncert (LP Pronit M-0008)[12]; wznowienie 2005 (CD)[13]; ponowne wznowienie Agencja Artystyczna MTJ 2008[14].
- 1986 Górnik blues (LP PolJazz K-PSJ-004)[12]; wznowienie w roku 2000 (CD/MC Metal Mind Productions MMP CD 0119)[15][2];
- 1988 Nikt nie zawróci kijem Wisły (LP Tonpress SX-T 169)[12]; wznowienie w 2001 (CD/MC Metal Mind Productions MMP CD 0013)[16];
- 1989 Kyksówka blues Janek „Kyks” Skrzek i Bezdomne Psy, (LP/MC Polskie Nagrania „Muza” SX-2832)[12]; wznowienie w 2001 (CD/MC Metal Mind Productions MMP CD 0152)[17];
- 1992 Nowy Świat Blues (MC Silver-Ton ST 08-92)[12];
- 1997 Modlitwa bluesmana w pociągu (CD JS CD001)[12]; wznowienie w 1997 (CD/MC Pomaton EMI/ScenaFM 22824-2-5)[18], i 2004 CD „SAT” bez numeru[19];
- 2001 Leszek Winder, Śląski Blues, CD-R edycja autorska[12];
- 2003 All Stars Band, Dla Kawy, CD SAT bez numeru[12];
- 2004 Bo Takie są dziewczyny (CD Metal Mind Productions)[20];
- 2006 Śpiewam pieśń dla bluesa (CD Metal Mind Productions)[21];
- 2007 Dżem, Pamięci Pawła Bergera, EMI Music Poland[22];
- 2009 Śląska Grupa Bluesowa, Pełnia Słońca, SAT[23];
- 2011 Miuosh, Piąta strona świata, (CD Fandango Records 001); wznowienie w 2012 (CD, DVD Fandango Records FDG020)[24]
- 2013 Śląska Grupa Bluesowa, Blues Night (DVD) SAT
- 2013 Śląska Grupa Bluesowa, Live HRPP (LP Pamela HRPP)
- 2014 Śląska Grupa Bluesowa, Kolory Bluesa (CD Metal Mind Productions)

### Składanki
- Jan „Kyks” Skrzek, Greatest Hits, MC Polton PC-027 (1987)[12]
- Różni wykonawcy, Olsztyńskie noce bluesowe, (12.08.1984, w Amfiteatrze w Olsztynie), MC Alma-Art Karolina (brak numeru) (198?)[12]
- Różni wykonawcy, Blues po polsku vol. l, (A drogą mleczną płynie blues / Mój przyjaciel kazoo / O mama blues / Song o stryju Józefie), MC Polskie Nagrania „Muza” CK-521 (1986)[12]
- Różni wykonawcy, FAMA’89 (12.08.1984, w Amfiteatrze w Olsztynie), MC ARP-077 (1987)[12]
- Różni wykonawcy, Rawa Blues – Rozgrzewka, (17.05.1992, PR Katowice podczas „Rozgrzewki przed Rawą Blues’92”), MC bez numeru (199?)[12]
- Różni wykonawcy, Golem Blues Fest 2000 – Zlin, 7.-9.7" (Nikt nie zawróci kijem Wisły / Modlitwa bluesmana w pociągu), CD Golem a.s. Promo Compilation (2000)[12]
- Różni wykonawcy, Bluesowa nowina, (Twój blask ich poprowadzi), CD E-media 050/A/00 (2000)[12]

## Filmografia
- 1999: Bluesmeni. Ballada o Janku „Kyksie” Skrzeku
- 2010: Ewa jako kierowca mercedesa
- 2007: Raj za daleko
- 2001: Angelus jako Libero
- 1999: Wojaczek jako grabarz
- 1994: Śmierć jak kromka chleba jako górnik
- 1986: Budniokowie i inni
- 1986: Komedianci z wczorajszej ulicy jako Kyks

Udźwiękowienie filmów
- 2000: Bajland – wykonanie muzyki

## Upamiętnienie
W 2015 w Galerii Artystów na pl. Grunwaldzkim w Katowicach odsłonięto jego popiersie. Od 2015 Śląskie Stowarzyszenie Artystów i Twórców SAT przyznaje osobom różnych dziedzin sztuki i twórczości Nagrodę Artystyczną im. Jana „Kyksa” Skrzeka.